# Into Dust
Into Dust (рус. В прах) — песня американской дрим-поп группы Mazzy Star, являющаяся девятой композицией их второго студийного альбома So Tonight That I Might See. Для песни свойственна редкая аранжировка, включающая в себя в качестве аккомпанемента к вокалу лишь акустическую гитару и скрипку.
Несмотря на то, что песня никогда не выпускалась в качестве сингла, тем не менее она дважды оказывалась в UK Singles Chart. Спустя пятнадцать лет после выпуска альбома, появившись в рекламном ролике Virgin Media, в августе 2009 года песня заняла 71 строчку. Спустя два года она продержалась в хит-параде ещё четыре недели, переместившись на 47 позицию, когда исполнялась в трейлере Dust to Dust (рус. Прах к праху) к игре Gears of War 3. В сентябре 2011 года песня попала в хит-парад Irish Singles Chart, где достигла 40 места.

## Положение в хит-парадах
| Хит-парад (2009)                   | Наивысшее положение |
| ---------------------------------- | ------------------- |
| Великобритания (OCC)               | 71                  |
| Хит-парад (2011)                   | Наивысшее положение |
| Ирландия (IRMA)                    | 40                  |
| Великобритания (OCC)               | 47                  |
| США Rock Digital Songs (Billboard) | 26                  |

## Кавер-версии и ремиксы
- Кавер-версия песни в исполнении инди-рок группы Ashtar Command[англ.] представлена в альбоме саундтреков к телесериалу «Одинокие сердца». В самом телесериале она прозвучала в пилотной серии[англ.], а также в других эпизодах — «Побег» (7 серия 1 сезона) и «Рождествука?» (7 серия 4 сезона)[5].
- Транс-ремикс в исполнении Джона О’Каллагана представлен в 327 выпуске еженедельного радиошоу электронной музыки A State of Trance[6].
- Группа In This Moment выпустила кавер-версию песни в альбоме Mother в 2020 году.

## В популярной культуре

### Кино
- Песня, прозвучала в фильме 1996 года «Ложный огонь», где главную роль исполнила Анджелина Джоли[5].
- Наряду с другой песней Mazzy Star — Take Everything (из альбома Among My Swan[англ.]) композиция звучит в фильме «В доме моего отца», вышедшем в 2004 году[5].
- Также песня прозвучала в 2007 году в фильме «Пути и путы[англ.]» с Кевином Бейконом в главной роли.

### Телевидение
- Песня звучит в нескольких сериях 1 сезона сериала The O.C. — все моменты связаны со взаимоотношениями Райана и Мариссы.
- «Зачарованные» (серия «Рыцарь воспоминаний» 4 сезона)[5].
- «Доктор Хаус» (серия «Информированное согласие»[англ.] 3 сезона)[5].
- «Однажды ночью» (серия 1 в единственном сезоне).
- «Рассказ служанки» (серия 13 «Мэйдэй» 3 сезона).